# St. Leonhard (Fremdingen)

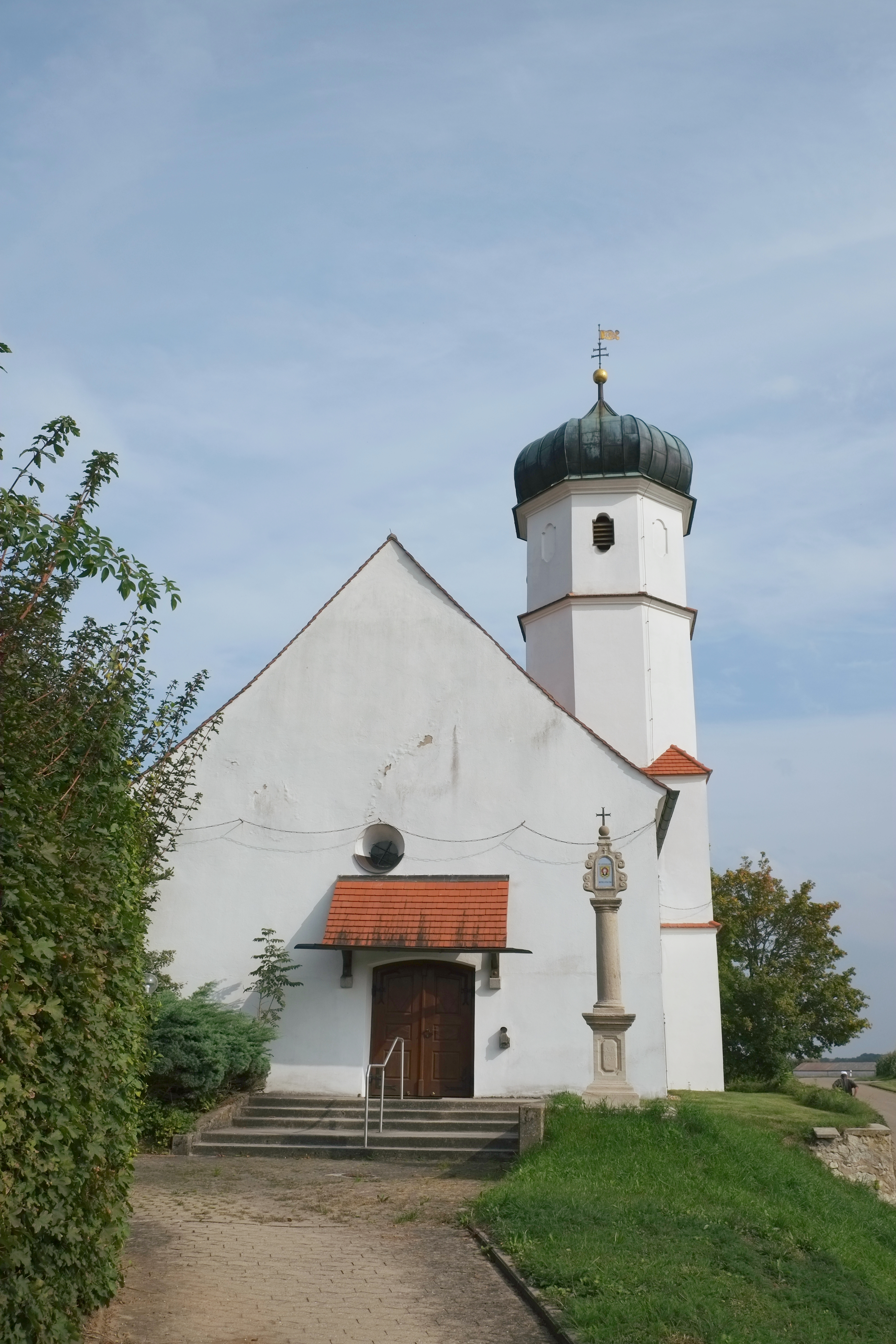
St. Leonhard, Fremdingen

Die römisch-katholische Kapelle St. Leonhard steht in Fremdingen im schwäbischen Landkreis Donau-Ries von Bayern. Das Bauwerk ist in der Liste der Baudenkmäler in Fremdingen als Baudenkmal unter der Nr. D-7-79-147-7 eingetragen.

## Beschreibung
Die 1655/60 gebaute Saalkirche besteht aus einem Langhaus, einem eingezogenen Chor im Osten und einem im Kern aus dem 15. Jahrhundert stammenden Chorflankenturm an der Südwand, der mit zwei achteckigen Geschossen aufgestockt und mit einer Zwiebelhaube bedeckt wurde. 
Die Wand- und die Deckenmalereien im Innenraum sind 1896 entstanden und wurden nach 1983 ergänzt. Der Altar im Chor wurde 1896 gebaut, die Kanzel bereits 1659.